# Helvetia (bateau)
Pour les articles homonymes, voir Helvetia (homonymie).
L’Helvetia était un bateau à aubes naviguant sur le lac de Zurich, en Suisse. Il a navigué pour la Zürichsee-Schiffahrtsgesellschaft en français : « compagnie maritime du lac de Zurich » de 1875 à 1959 et a été détruit en 1963. Il était le sister-ship de l’Helvétie naviguant sur le lac Léman.

## Histoire
Entre 1835 à 1875, les bateaux sur le lac de Zurich transportaient plus de fret que de passagers. Les pèlerins en direction de l'abbaye d'Einsiedeln prenaient plus le train que le bateau, en raison du coût. De plus les bateaux ne disposaient pas d'horaires précis. Dans les années 1860, Théodore Baur — propriétaire d’hôtel à Zurich — suggéra deux liaisons quotidiennes entre Zurich et Rapperswil. L'augmentation du trafic passager sur le lac poussa la Zürichsee-Schiffahrtsgesellschaft à passer commande de l’Helvetia en 1873 chez Escher Wyss.
L’Helvetia a été construit chez Escher Wyss à Zurich sous la direction de Gustave Naville, pour un coût de 398 811,98 francs suisses. Il est lancé le 27 mai 1875. Le voyage inaugural s'est déroulé le 12 juin 1875. L’Helvetia est vite devenu un objet de promenade dominicale.
Il reçut de nouvelles chaudières en 1894 et fut rénové en 1903. En 1941, le navire est mis hors-service. Dans les années 1960, lorsque la Zürichsee-Schiffahrtsgesellschaft commence à renouveler sa flotte de bateaux, la fin de l’Helvetia est en vue.
Il est démoli en 1963.

### Sources
- (de) Cet article est partiellement ou en totalité issu de l’article de Wikipédia en allemand intitulé « Helvetia (1875) » (voir la liste des auteurs).